# Ди Ливио, Лоренцо
Лоренцо Ди Ливио (итал. Lorenzo Di Livio; 11 января 1997 года, Турин, Италия) — итальянский футболист, полузащитник клуба «Латина».

## Биография
Несмотря на то, что Лоренцо родился в Турине, он является воспитанником римского клуба «Рома». С 2014 года выступает за юношескую команду, является основным игроком.
С сезона 2015/16 привлекается к тренировкам с главной командой. 6 января 2016 года дебютировал в Серии А в поединке против «Кьево», выйдя на замену на 69-й минуте вместо Мохаммеда Салаха.
В 2018 году Лоренцо отправился в «Сиену».

## Семья
Отец Лоренцо — футболист, серебряный призёр чемпионата Европы 2000 года — Анджело Ди Ливио.

## Характеристика
Любимым игроком «Ромы» для Лоренцо является Франческо Тотти, любимым игроком в футболе в целом — Зинедин Зидан. Кроме футбола, любит играть в теннис. Любимым фильмом является «Отступники», а книгой — сказки о Гарри Поттере.